# Liste der Kulturdenkmale in Ulflingen
In der Liste der Kulturdenkmale in Ulflingen sind alle Kulturdenkmale der luxemburgischen Gemeinde Ulflingen aufgeführt (Stand: 20. September 2022).

## Kulturdenkmale nach Ortsteil

### Biwisch
| Bild           | Bezeichnung        | Lage               | Beschreibung | Stufe | Eingetragen seit  |
| -------------- | ------------------ | ------------------ | ------------ | ----- | ----------------- |
| Weitere Bilder | Kapelle Ste-Agathe | Am Duarref (Karte) |              | PCN   | 22. November 2019 |

### Drinklingen
| Bild           | Bezeichnung          | Lage               | Beschreibung | Stufe | Eingetragen seit |
| -------------- | -------------------- | ------------------ | ------------ | ----- | ---------------- |
| Weitere Bilder | Kapelle St-Sébastien | Duarrefweg (Karte) |              | PCN   | 29. März 2019    |

### Huldingen
| Bild           | Bezeichnung      | Lage                   | Beschreibung | Stufe | Eingetragen seit  |
| -------------- | ---------------- | ---------------------- | ------------ | ----- | ----------------- |
| Weitere Bilder | Kirche St-Joseph | Duarrefstrooss (Karte) |              | PCN   | 22. November 2019 |

### Gödingen
| Bild           | Bezeichnung                | Lage               | Beschreibung | Stufe | Eingetragen seit |
| -------------- | -------------------------- | ------------------ | ------------ | ----- | ---------------- |
| Weitere Bilder | Kapelle Sts-Côme-et-Damien | Am Duarref (Karte) |              | IS    | 4. Oktober 2018  |

### Niederbesslingen
| Bild           | Bezeichnung                                                       | Lage                                | Beschreibung | Stufe | Eingetragen seit |
| -------------- | ----------------------------------------------------------------- | ----------------------------------- | ------------ | ----- | ---------------- |
| Gebäude        | Gebäude                                                           | 2 am Duarref („Basbellain“) (Karte) |              | PCN   | 15. März 1991    |
| Weitere Bilder | Kirche St-Michel mit Friedhof und Platz                           | 12, Duarrefstrooss (Karte)          |              | PCN   | 31. Mai 1992     |
| Weitere Bilder | Einrichtung von St-Michel                                         | 12, Duarrefstrooss (Karte)          |              | PCN   | 23. April 2019   |
| Weitere Bilder | alte Mühle („Kirchermillen“) einschließlich Land, Teich und Deich | Kirchermillen (Karte)               |              | IS    | 7. Januar 2011   |

### Oberbesslingen
| Bild           | Bezeichnung          | Lage                 | Beschreibung | Stufe | Eingetragen seit  |
| -------------- | -------------------- | -------------------- | ------------ | ----- | ----------------- |
| Weitere Bilder | Kapelle St-Corneille | Huldangerwee (Karte) |              | PCN   | 22. November 2019 |

### Ulflingen
| Bild           | Bezeichnung                                       | Lage                                  | Beschreibung | Stufe | Eingetragen seit  |
| -------------- | ------------------------------------------------- | ------------------------------------- | ------------ | ----- | ----------------- |
| Weitere Bilder | Kirche St-André mit Pfarrhaus, Plätzen und Gärten | 13, 15 et 17, rue de Binsfeld (Karte) |              | PCN   | 27. Mai 1963      |
| Weitere Bilder | Orgel der Kirche St-André                         | rue de Binsfeld (Karte)               |              | PCN   | 15. Dezember 1989 |
| Weitere Bilder | Ausstattung der Kirche St-André                   | rue de Binsfeld (Karte)               |              | PCN   | 23. April 2019    |

### Wilwerdingen
| Bild                              | Bezeichnung                       | Lage                 | Beschreibung | Stufe | Eingetragen seit |
| --------------------------------- | --------------------------------- | -------------------- | ------------ | ----- | ---------------- |
| Ausstattung der Kirche St-Lambert | Ausstattung der Kirche St-Lambert | Haaptstrooss (Karte) |              | PCN   | 26. April 2019   |
| Weitere Bilder                    | Kirche St-Lambert                 | Hauptstrooss (Karte) |              | PCN   | 26. April 2019   |

Legende: PCN – Immeubles et objets bénéficiant des effets de classement comme patrimoine culturel national; IS – Immeubles et objets inscrits à l’inventaire supplémentaire

## Quelle
- Liste des immeubles et objets beneficiant d’une protection nationales, Nationales Institut für das gebaute Erbe, Fassung vom 12. September 2022, S. 124 f. (PDF)

- Karte mit allen Koordinaten:
- OSM |
- WikiMap